# 프랑크 앙커스미트

Frank 앙커스미트의 초상화

프랭클린 루돌프 앙커스미트(Franklin Rudolf Ankersmit, 1945년 3월 20일~)은 흐로닝언 대학교의 지적 역사 및 역사 이론 교수이다.
처음에 Leiden에서 3년 동안 물리학과 수학을 공부한 후 군 복무를 했다. 다음으로 그는 흐로닝언 대학교에서 역사와 철학을 모두 공부했다. 1981년 그는 같은 대학에서 박사 학위를 받았다. 1986년 그는 네덜란드 왕립 예술 과학 아카데미 ( KNAW )의 회원으로 선출되었다. 그는 창립자이며 2017년까지 Journal of the Philosophy of History의 편집장이었다.
1992년에 그는 흐로닝언 대학교의 지성사 및 역사 철학 교수로 임명되었다. 그의 주요 관심사는 역사철학 외에 정치철학, 미학, 역사적 경험(또는 감각) 개념이다. 재현의 개념은 역사적, 정치적, 미학적 재현에 초점을 맞춘 그의 저작에서 중심적으로 중요하다. 그는 15권의 책(편집된 책은 포함되지 않음)을 출판했으며 그 중 많은 책이 영어, 독일어, 스페인어, 포르투갈어, 인도네시아어, 폴란드어, 헝가리어, 체코어, 러시아어 및 중국어로 번역되었다. 그는 250개 이상의 과학 기사를 저술했으며 자신의 연구 분야에서 여러 저널의 편집 위원으로 활동하고 있다. 그는 역사적 경험에 관한 책으로 2008년 소크라테스 챌린지 컵에서 우승했다. 그는 2010년에 은퇴했고 같은 해 네덜란드 여왕으로부터 Orange-Nassau 훈장의 장교로 임명되었다. 2011년에 그는 겐트 대학에서 명예 인문학 학위를 받았고 같은 해에 Academia Europaea 회원으로 임명되었다.
1980년대에 그는 역사가가 과거의 사실에 부여하는 질서와 일관성이 역사적 '서사'와 함께 제시된다고 말하는 내러티브 역사 철학을 발전시켰다. 1990년대에 그는 이 아이디어를 역사적 재현의 철학으로 정교화했다. 이 철학에 따르면 역사가는 과거 자체에 존재한다고 주장되는 의미를 자신의 표현의 텍스트로 '번역'하지 않지만, 그는 부재한 과거 자체에 대한 대체물로 볼 수 있는 과거 표현에서 역사적 의미를 생성한다. '내러티브'라는 단어가 소설과 반갑지 않은 연상을 불러일으키기 때문에 앙커스미트은 곧 그것을 훨씬 더 적절한 '표현'이라는 단어로 대체했다. 이것이 그의 역사철학이 헤이든 화이트의 역사철학과 근본적으로 다른 점이다. 앙커스미트은 라이프니츠의 논리와 형이상학으로 표현의 개념을 분석했다. 그의 후기 작품에서 앙커스미트은 역사적 합리성 문제에 집중한다. 그렇다면 그의 목표는 역사가들이 과거의 한 표현을 다른 것보다 선호하는 합리적인 근거를 확립하는 것이다. 라이프니츠도 그의 가이드이다. 앙커스미트은 종종 포스트모더니스트로 인식되지만, 그의 작업은 19세기 역사가 프리드리히 마이네케(Friedrich Meinecke )로부터 그리고 "역사와 정치에서 과학의 헤게모니에 대항하려는 거의 신칸트주의적 욕망"으로 볼 수도 있다.

## 참고 문헌
1. ↑  “Frank Ankersmit”. Royal Netherlands Academy of Arts and Sciences. 2017년 8월 21일에 원본 문서에서 보존된 문서.
2. ↑  “Franklin R. Ankersmit”. Academia Europaea. 2019년 3월 28일에 원본 문서에서 보존된 문서.
3. ↑  H. Paul, A. van Veldhuizen, 'A Retrieval of Historicism: Frank Ankersmit's Philosophy of History and Politics', History and Theory 57, no. 1 (March 2018), 33-55